# 只里古
只里古（?—?），遼朝（契丹）官员，又作直里姑。锄得部人。锄得部即初鲁得部，为萧氏。
自辽太祖诸弟构乱，北府南府宰相名族多罹祸，其位久虚，913年三月，辽太祖以夷离毕直里姑（只里古）摄南府宰相，辖得里摄北府宰相，总管政务。两府多次请选择任宗室，辽太祖以旧制不可随意更变；大臣多次请求，辽太祖于是告于宗庙，神册六年春正月丙午，以皇弟耶律苏为南府宰相，迭里为惕隐。宗室为南府宰相自此始。